# Francesco Forti
Francesco Forti (* 26. Juli 1999 in Cesena) ist ein italienischer Tennisspieler.

## Karriere
Forti spielte bis 2017 auf der ITF Junior Tour. Dort konnte er mit Rang 45 seine höchste Notierung in der Jugend-Rangliste erreichen. 2017 spielte er bei allen vier Grand-Slam-Turnieren, schaffte es aber nur in Wimbledon über die zweite Runde hinaus und schied im Achtelfinale aus.
Bei den Profis spielte Forti ab 2017 auf der ITF Future Tour. 2018 konnte er erste Erfolge vorweisen, indem er ein Future-Halbfinale erreichte, sowie ein Match auf der ATP Challenger Tour gewann. Er zog in die Top 1000 der Tennisweltrangliste ein – sowohl im Einzel als auch im Doppel. In Letzterem gewann er auch seinen ersten Future-Titel, dem er 2019 noch drei weitere folgen ließ. Im Einzel gewann er 2019 seinen bis dato einzigen Titel. Im selben Jahr schaffte er in Vicenza auch das Viertelfinale zu erreichen, wo er mit Paolo Lorenzi auch einen Top-100-Spieler schlug. Er zog erstmals in die Top 500 ein. 2021 begann er mit guten Leistungen bei Futures, ehe er in Forlì den Einzug ins Viertelfinale und damit den Sprung unter die Top 400 schaffte. Bis Jahresende konnte er kontinuierlich weiter klettern, indem er einige Male die zweite Runde erreichte. Im Doppel schied er zur selben Zeit zweimal erst im Halbfinale von Challengers aus, in Todi schaffte Forti an der Seite von Giulio Zeppieri den ersten Challenger Turniergewinn. 
Im Mai 2022 bekam Forti mit Flavio Cobolli eine Wildcard für das Masters in Rom. Bei ihrem Debüt auf der ATP Tour schieden sie in der ersten Runde aus. In Einzel und Doppel steht Forti aktuell auf seinem Karrierehoch von 313 im Einzel bzw. 223 im Doppel.

## Erfolge
| Legende (Anzahl der Siege) |
| Grand Slam                 |
| ATP Finals                 |
| ATP Tour Masters 1000      |
| ATP Tour 500               |
| ATP Tour 250               |
| ATP Challenger Tour (2)    |

### Doppel

#### Turniersiege
| Nr. | Datum           | Turnier   | Belag | Partner         | Finalgegner                          | Ergebnis         |
| --- | --------------- | --------- | ----- | --------------- | ------------------------------------ | ---------------- |
| 1.  | 18. Juli 2021   | Todi      | Sand  | Giulio Zeppieri | Facundo Díaz Acosta Alexander Merino | 6:3, 6:2         |
| 2.  | 12. August 2023 | Cordenons | Sand  | Giovanni Fonio  | Niki Kaliyanda Poonacha Adam Taylor  | 5:7, 6:1, [10:7] |